# PSL (fuzil)
O PSL (em romeno:  Puşcă Semiautomată 7,62 mm cu Lunetă, model 1974, "Fuzil semiautomático 7,62 mm com mira telescópica, modelo 1974") é um fuzil de atirador desginado romeno. Também é chamado PSL-54C, Romak III, FPK e SSG-97 (Scharfschützengewehr 1997). Embora semelhante em aparência, missão e especificações ao SVD Dragunov, o fuzil PSL é, mecanicamente falando, completamente diferente, pois é baseado no fuzil de assalto AKM - com suas partes internas simplesmente sendo ampliadas para acomodar o cartucho 7,62×54mmR mais poderoso.

## História
Após a recusa da Romênia Socialista em aderir à Invasão da Tchecoslováquia, as relações com a União Soviética pioraram. Para contrabalançar a sua dependência do equipamento militar soviético, a Roménia acelerou o desenvolvimento da sua indústria de armamento, baseando-se principalmente em modelos e licenças soviéticas. Como os soviéticos não estavam ansiosos para compartilhar informações técnicas sobre o SVD Dragunov, foi iniciado um projeto para desenvolver o PSL.
Os fuzis PSL foram originalmente fabricados na Uzina Mecanică Cugir em Cugir, Romênia, começando em 1974. Um grande número foi produzido e equipado em todos os ramos do Exército Romeno, várias tropas internas e unidades policiais e o Gărzi Patriotice. Após a consolidação dos arsenais militares quando a Romênia aderiu à OTAN, ocorreu uma divisão da fábrica, a produção do PSL continua em Cugir sob a marca SC Fabrica de Arme Cugir SA (arsenal ARMS), Romênia.
O fuzil PSL foi projetado para atender a todos os requisitos do SVD Dragunov. Seu objetivo principal é ser usado por um franco-atirador de nível de esquadrão, na aceitação atual mais como um atirador designado, para atacar alvos em distâncias além das capacidades dos fuzis de assalto AKM padrão. É construído em torno de uma armação de aço estampado semelhante ao da metralhadora leve RPK; ter uma seção dianteira mais larga permitindo um munhão dianteiro reforçado e mais substancial. A operação do PSL é a mesma ação de pistão de longo curso da família de armas Kalashnikov. Sua aparência é semelhante à do fuzil de atirador designado Dragunov, mas eles compartilham apenas três componentes: munição, mira e baionetas.

## Operadores
- Afeganistão[10]
- Azerbaijão
- Eritreia[11]
- Etiópia[12]
- Alemanha Oriental[13]
- Iraque[14]
- Líbia
  - Oposição Líbia[15]
- Moldávia
- Nicarágua
  - Contras[16][5]
- Paquistão
- Roménia
- Somália[17]

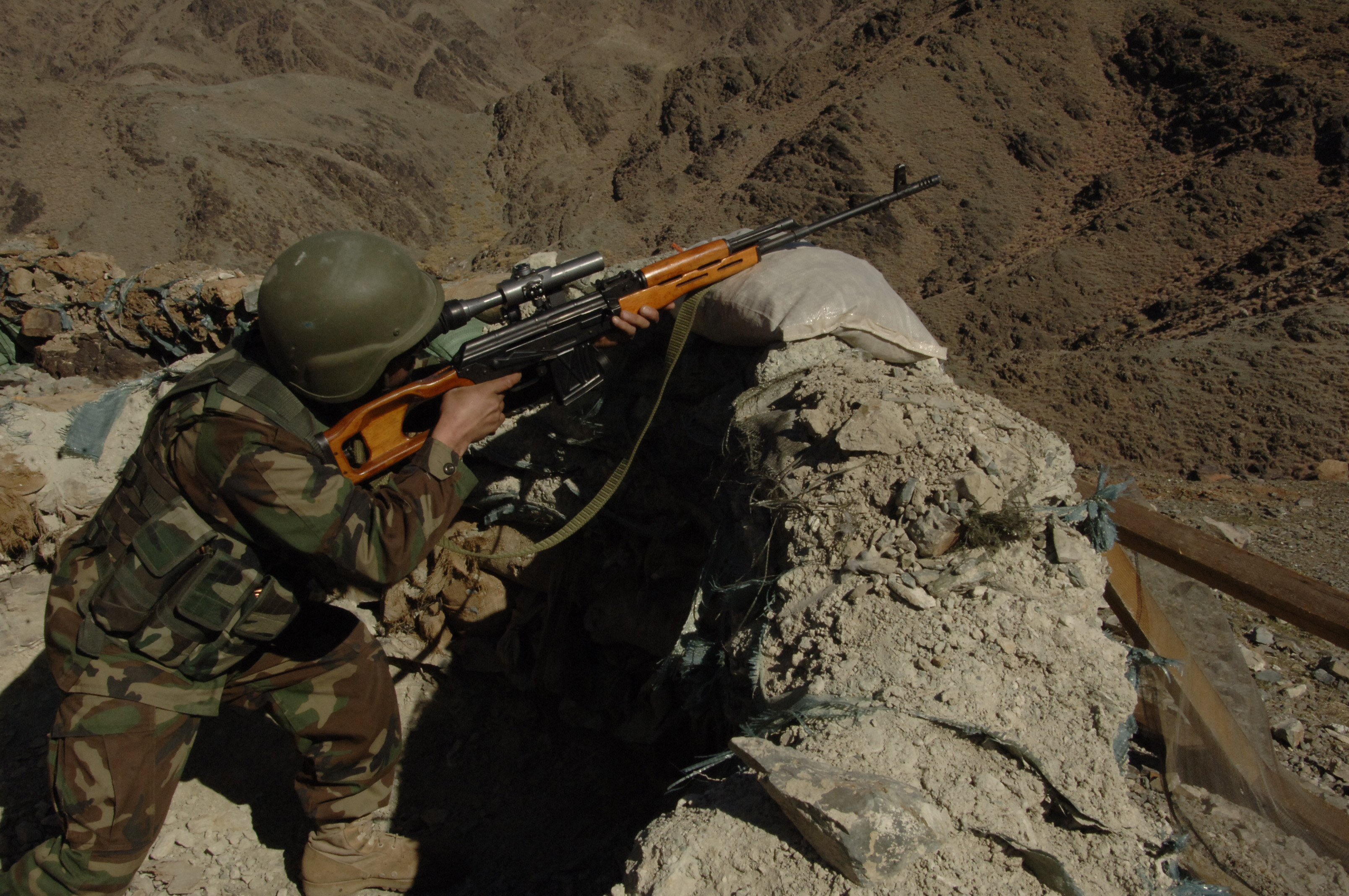
Soldado do Exército Nacional Afegão equipado com um fuzil de atirador designado PSL

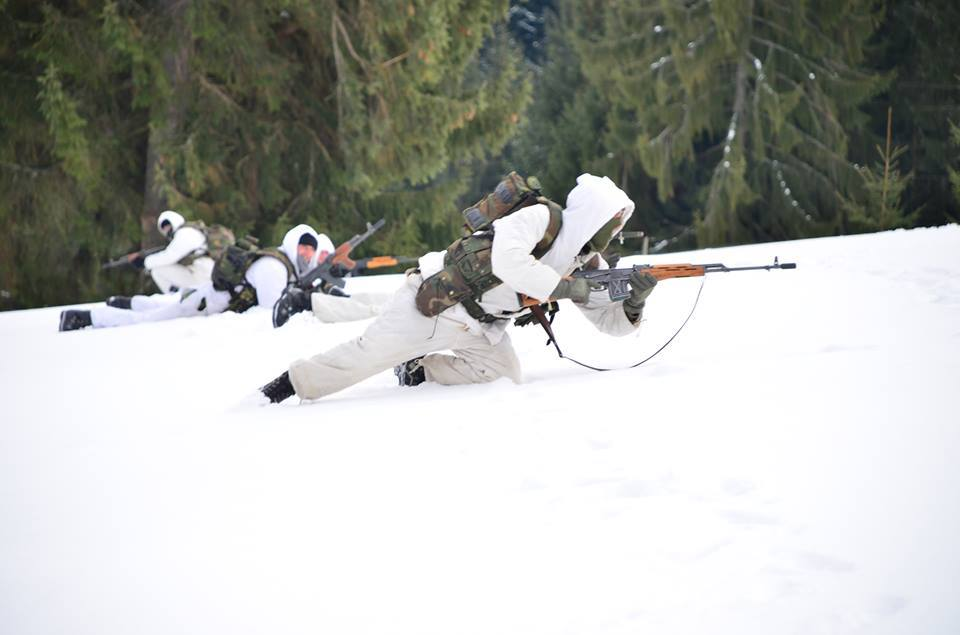
Exercício de inverno do exército romeno

- Síria: Usado pelo Exército Sírio.
- Ucrânia: Visto nas mãos das forças do governo ucraniano durante a Segunda Batalha do Aeroporto de Donetsk.
- Vietname